# Scott Tenormannak meg kell halnia
A Scott Tenormannak meg kell halnia (Scott Tenorman Must Die) a South Park című rajzfilmsorozat 69. része (az 5. évad 4. epizódja). Elsőként 2001. július 11-én sugározták az Egyesült Államokban. Magyarországon 2005. január 27-én mutatta be a Cool TV.

## Cselekmény
|  | Alább a cselekmény részletei következnek! |

Eric Cartman izgatottan újságolja el barátainak, hogy férfikorba lépett, mert kinőtt az első „pubija”. Kiderül azonban, hogy 10 dollárért egy idősebb fiú, Scott Tenorman intim szőrzetét vette meg, aki természetesen szándékosan becsapta Cartmant – aki azt hitte, a szőr birtoklása elégséges ahhoz, hogy serdülőkorba léphessen.
Felismerve, hogy mennyire becsapták, Cartman különféle módszerekkel próbálja visszaszerezni a vételárat Scottól, aki azonban mindig túljár az eszén és végül még további pénzt is sikerül kicsalnia tőle. Egyszer arra is sikerül rávennie Cartmant, hogy az 100 mérföldet buszozzon egy nem létező „pubivásárra”, mert Scott elhitette vele, hogy a szőrért cserébe rengeteg pénzt kaphatna. Cartman utolsó próbálkozása sem válik be, mivel Scott – miután a pénz visszaadásának ígéretével rábírja Cartmant, hogy térdeljen le és utánozza egy malac viselkedését – elégeti a pénzt.
Cartman bőszülten igyekszik kitalálni valamit, de a többi gyerek segítségére nem számíthat, mert Scott nem alázott meg közülük senkit, így nem érdekli őket Cartman problémája. Első terve az, hogy megtanítja Carl Denkins farmer póniját arra, hogyan harapja le Scott nemi szervét, de az ötlet nem válik be. Jimbo Kern és Ned azt tanácsolja neki, keresse meg az ellenség gyenge pontját és azt támadja meg – Scott gyenge pontja pedig kedvenc zenekara, a Radiohead. Cartman egy nyilvános helyen az együttes egyik tagjának a hangját utánozva, az együttesről készült egyik filmet alászinkronizálva becsmérelni kezdi Scottot, de az átlátszó trükk nem arat sikert, ráadásul Scott mindenki szeme láttára levetíti azt a videót, melyben Cartman Scott utasítására kismalacként viselkedik, hogy pénzét visszakapja. Kenny McCormick annyira fékezhetetlenül kezd el kacagni ezen, hogy szó szerint belehal. Halála után a lelke – miközben elhagyja a testét – még tovább nevet.
Cartman ekkor újabb tervet eszel ki; South Parkba hívja a Radiohead tagjait, hogy találkozzanak az állítása szerint rákos Scottal, de Stan Marsh és Kyle Broflovski elárulja Scottnak a pónis tervet. Cartman ezután meginvitálja Scottot egy csilifőző versenyre, ahol póniháton is lehet majd lovagolni. Scott, aki ismeri Cartman tervét (vagy legalábbis ezt hiszi) Denkins farmjára küldi szüleit, hogy lopják el a pónit és vigyék egy állatotthonba. Scott ezután ismét meg akarja alázni Cartmant azáltal, hogy összegyűjti az összes gyerek intim szőrzetét és belefőzve egy csilitálba megeteti azt Cartmannel.
Mindenki azt várja, hogy Cartmant ismét megalázzák, de a dolgok egészen másként alakulnak, mert Cartman tudott Scott tervéről (ezért kicserélte a csilit Séf bácsi főztjére), majd részletesen elmeséli a történteket: Cartman biztos volt benne, hogy Stan és Kyle a háta mögött elárulja: tudta, hogy Scott el akarja majd lopni a pónit, de gyáva hozzá, ezért az állatvédő szüleit küldi el érte. Cartman figyelmeztette Denkins farmert, hogy pónigyilkosok garázdálkodnak a környéken, tudván, hogy a farmer minden birtokháborítót agyonlő, felszólítás nélkül, így Scott szülei is áldozatul esnek. A gyilkosság után Cartman elrabolta Scott szüleinek holttestét, feldarabolta őket és csilit főzött belőlük – melyet Scott evett meg, bizonyítékul meg is találja az ételben anyja jegygyűrűs ujját. A történetet hallva mindenki elborzad, Scott pedig zokogni kezd; ekkor jelenik meg a Radiohead, melynek tagjai gúnyolni kezdik a szerintük „pisis” Scottot. Cartman lenyalogatja Scott arcáról a „keserűség édes könnyeit”, míg a kegyetlen bosszútól elborzadva Kyle és Stan elhatározza, hogy soha többé nem piszkálódnak Cartmannel.

## Utalások
Az Eric Cartman halála című részben utalnak erre az epizódra; amikor Cartman azt hiszi, meghalt és jóvá akarja tenni bűneit, egy gyümölcskosarat ad át a szülei sírja előtt térdeplő Scottnak. Az incidens emléke a Rajzfilmek háborúja című részben is feltűnik, melyben Cartman Bart Simpsonnak meséli el, mit tett korábban Scott szüleivel.
A 201 című rész új megvilágításba helyezi az epizódban történteket: Scott Tenorman a vörhenyesek élén visszatér, és bosszúvágytól hajtva felfedezi, hogy apja, Jack Tenorman (a Denver Broncos játékosa) házasságon kívüli viszonyt folytatott Cartman anyjával, így ő volt Eric Cartman apja.
Az epizód némileg William Shakespeare Titus Andronicus című drámájának cselekményét követi, melyben a címszereplő Cartmanhez hasonlóan áll bosszút sérelmeiért A befejező képsor a Bolondos dallamok paródiája.

## Érdekességek
- Ez volt az első epizód, amit a Cool TV sugárzott Magyarországon.

## Fogadtatás
A Comedy Central hivatalos felmérése szerint a Scott Tenormannak meg kell halnia az első helyet érte el a Cartman legnagyszerűbb pillanata szavazáson, mely először mutatta meg a nézőknek Cartman pszichopata személyiségét. A South Park-epizódok közül ez a rész jelenleg az egyik legmagasabb pontszámot birtokolja az IMDb és a TV.com weboldalakon.